# Eosentomon luzonense
Eosentomon luzonense är en urinsektsart som beskrevs av Imadaté 1990. Eosentomon luzonense ingår i släktet Eosentomon och familjen trakétrevfotingar. Inga underarter finns listade i Catalogue of Life.